# Ляпуново (Тверская область)
Ляпуно́во — деревня на западе Торопецкого района Тверской области. Входит в состав Подгородненского сельского поселения.

## География
Деревня расположена на автодороге 28Н-1800 (Торопец-Озерец) в 5 км к западу от районного центра Торопец. Часовой пояс — UTC+3:00.

## Этимология
Предположительно, название деревни образовано от мужского личного имени Ляпун, что значит «тот, кто делает всё кое-как, плохо, тяп-ляп».

## История
На территории деревни исторически находились два населённых пункта: Ляпуново — 5 дворов, 23 жителя (в том числе 10 мужчин и 13 женщин) и Ветошки — 3 двора, 21 житель (в том числе 9 мужчин и 12 женщин).

## Население
| 2010 |
| ---- |
| 65   |